# جاسمين سافوي براون
جاسمين سافوي براون هي ممثلة أمريكية ولدت في 21 مارس 1994.